# Urbano Sacchetti
Urbano Sacchetti (Roma, 7 marzo 1640 – Roma, 6 aprile 1705) è stato un cardinale e vescovo cattolico italiano.

## Biografia
Nacque a Roma nel 1640, membro della nobile famiglia Sacchetti dei marchesi di Castel Romano, secondogenito di Matteo Sacchetti e Cassandra Rucellai, era il nipote del cardinale Giulio Cesare Sacchetti. Intraprese un viaggio di studi attraverso l'Europa e si addottorò presso l'Università di Pisa. Prestò servizio presso numerosi uffici e tribunali della Curia romana.
Papa Innocenzo XI lo elevò al rango di cardinale diacono di San Nicola in Carcere nel concistoro del 1º settembre 1681 (in seguito optò per la diaconia di Santa Maria in Via Lata). Vescovo di Viterbo e Tuscania dal 29 marzo 1683 e poi abate di Galeata, passò tra i cardinali dell'ordine dei presbiteri con il titolo di San Bernardo alle Terme e in seguito optò per quello di Santa Maria in Trastevere.
Partecipò a due conclavi:
- conclave del 1689 che elesse papa Alessandro VIII
- conclave del 1691 che elesse papa Innocenzo XII

Morì il 6 aprile 1705 all'età di 65 anni.

## Genealogia episcopale
La genealogia episcopale è:
- Cardinale Guillaume d'Estouteville, O.S.B.Clun.
- Papa Sisto IV
- Papa Giulio II
- Cardinale Raffaele Riario
- Papa Leone X
- Papa Paolo III
- Cardinale Francesco Pisani
- Cardinale Alfonso Gesualdo
- Papa Clemente VIII
- Cardinale Pietro Aldobrandini
- Cardinale Laudivio Zacchia
- Cardinale Antonio Barberini, O.F.M.Cap.
- Cardinale Girolamo Colonna
- Cardinale Niccolò Albergati-Ludovisi
- Cardinale Alderano Cybo-Malaspina
- Cardinale Urbano Sacchetti

## Ascendenza
|                                                  |                   |                      | Genitori                |  |  | Nonni |  |  | Bisnonni         |  |  | Trisnonni                   |  |
|                                                  |                   |                      |                         |  |  |       |  |  | Matteo Sacchetti |  |  | Giovanni Battista Sacchetti |  |
|                                                  |                   |                      |                         |  |  |       |  |  | Matteo Sacchetti |  |  | Giovanni Battista Sacchetti |  |
|                                                  |                   | …                    |                         |  |  |       |  |  | Matteo Sacchetti |  |  |                             |  |
| Giovanni Battista Sacchetti                      |                   |                      |                         |  |  |       |  |  | Matteo Sacchetti |  |  |                             |  |
|                                                  |                   | Nanna Carducci       | Jacopo Carducci         |  |  |       |  |  |                  |  |  |                             |  |
|                                                  |                   | Nanna Carducci       | Jacopo Carducci         |  |  |       |  |  |                  |  |  |                             |  |
|                                                  |                   | Nanna Carducci       | …                       |  |  |       |  |  |                  |  |  |                             |  |
| Matteo Sacchetti, I marchese di Castel Rigattini |                   | Nanna Carducci       |                         |  |  |       |  |  |                  |  |  |                             |  |
|                                                  |                   | Alessandro Altoviti  | Jacopo Altoviti         |  |  |       |  |  |                  |  |  |                             |  |
|                                                  |                   | Alessandro Altoviti  | Jacopo Altoviti         |  |  |       |  |  |                  |  |  |                             |  |
|                                                  |                   | Alessandro Altoviti  | Lucrezia de' Medici     |  |  |       |  |  |                  |  |  |                             |  |
| Francesca Altoviti                               |                   | Alessandro Altoviti  |                         |  |  |       |  |  |                  |  |  |                             |  |
|                                                  |                   | Alessandra Bonsi     | Lorenzo Bonsi           |  |  |       |  |  |                  |  |  |                             |  |
|                                                  |                   | Alessandra Bonsi     | Lorenzo Bonsi           |  |  |       |  |  |                  |  |  |                             |  |
|                                                  |                   | Alessandra Bonsi     | …                       |  |  |       |  |  |                  |  |  |                             |  |
| Urbano Sacchetti                                 |                   | Alessandra Bonsi     |                         |  |  |       |  |  |                  |  |  |                             |  |
|                                                  | Giuliano Ricasoli | Pietro Ricasoli      |                         |  |  |       |  |  |                  |  |  |                             |  |
|                                                  | Giuliano Ricasoli | Pietro Ricasoli      |                         |  |  |       |  |  |                  |  |  |                             |  |
|                                                  | Giuliano Ricasoli | Lucrezia Girolami    |                         |  |  |       |  |  |                  |  |  |                             |  |
| Giovanni Battista Ricasoli                       | Giuliano Ricasoli |                      |                         |  |  |       |  |  |                  |  |  |                             |  |
|                                                  |                   | Cassandra Capponi    | Alessandro Capponi      |  |  |       |  |  |                  |  |  |                             |  |
|                                                  |                   | Cassandra Capponi    | Alessandro Capponi      |  |  |       |  |  |                  |  |  |                             |  |
|                                                  |                   | Cassandra Capponi    | Elisabetta Guicciardini |  |  |       |  |  |                  |  |  |                             |  |
| Cassandra Ricasoli                               |                   | Cassandra Capponi    |                         |  |  |       |  |  |                  |  |  |                             |  |
|                                                  |                   | Orazio Ruccellai     | Luigi Ruccellai         |  |  |       |  |  |                  |  |  |                             |  |
|                                                  |                   | Orazio Ruccellai     | Luigi Ruccellai         |  |  |       |  |  |                  |  |  |                             |  |
|                                                  |                   | Orazio Ruccellai     | Dianora della Casa      |  |  |       |  |  |                  |  |  |                             |  |
| Virginia Ruccellai                               |                   | Orazio Ruccellai     |                         |  |  |       |  |  |                  |  |  |                             |  |
|                                                  |                   | Camilla Guicciardini | Agnolo Guicciardini     |  |  |       |  |  |                  |  |  |                             |  |
|                                                  |                   | Camilla Guicciardini | Agnolo Guicciardini     |  |  |       |  |  |                  |  |  |                             |  |
|                                                  |                   | Camilla Guicciardini | Caterina de' Bardi      |  |  |       |  |  |                  |  |  |                             |  |
|                                                  |                   | Camilla Guicciardini |                         |  |  |       |  |  |                  |  |  |                             |  |